# La Quête du dragon
La Quête du dragon (titre original : Dragonquest) est un roman de Anne McCaffrey publié en 1971. Le récit se passe sept ans après Le Vol du dragon, premier tome de La Ballade de Pern.

## Présentation
Pern est de nouveau aguerrie face à la menace des Fils, notamment grâce aux armes et au savoir qu'ont apportés avec eux les Anciens. Ces derniers ont cependant du mal à se faire à la "nouvelle Pern", boisée et qui a oublié depuis longtemps nombre de prérogatives des chevaliers-dragons. Ils sont de ce fait bien plus traditionnels que ne l'est le Weyr de Benden, ce qui entraînera des tensions entre les Chefs de Weyr.
À cela s'ajoutera une variation de la Chute des Fils, ce qui amènera F'lar à asseoir son autorité sur Pern tout entière, mais aussi à réfléchir sur la façon de se débarrasser définitivement des Fils meurtriers.
Des personnages comme F'nor (le demi-frère de F'lar) et Kylara seront bien plus développés, ayant leurs propres chapitres, mais de nouvelles têtes apparaissent également, comme Brekke, Mirrim ou Felessan.